# Bruttedius Niger
Bruttedius Niger war ein römischer Rhetor und Politiker der frühen Kaiserzeit. Er trat auch als Verfasser eines Geschichtswerks hervor.

## Leben
Bruttedius Niger war ein Schüler des Rhetors Apollodor von Pergamon. Unter Kaiser Tiberius amtierte er 22 n. Chr. als Ädil. Im gleichen Jahr war er einer der Mitankläger des Konsuls von 10 n. Chr., Gaius Iunius Silanus. Zu dessen Anklägern gehörte auch der Deklamator Iunius Otho, den Bruttedius Niger offenbar als Vorbild in der Rhetorik ansah.
Der Historiker Tacitus erkennt das Talent von Bruttedius Niger an, meint aber, dass er aufgrund seines Ehrgeizes vom rechten Weg abgekommen sei. Laut dem Satirendichter Juvenal war Bruttedius Niger zunächst ein Freund des mächtigen Prätorianerpräfekten Lucius Aelius Seianus, dessen Leichnam er aber nach dessen Sturz und Tod (31 n. Chr.) mit Füßen getreten habe.
Aus dem von Bruttedius Niger verfassten historischen Werk hat Seneca der Ältere zwei Passagen erhalten, die von der Ermordung Ciceros (43 v. Chr.) handeln. Über den Tod dieses berühmten Redners bringt Seneca auch Auszüge aus anderen Geschichtsschreibern seiner Zeit, so aus Titus Livius, Gaius Asinius Pollio, Aufidius Bassus, Aulus Cremutius Cordus und dem Gedicht des Cornelius Severus.